# Давидово-Брідська сільська рада
Дави́дово-Брі́дська сільська́ ра́да — адміністративно-територіальна одиниця та орган місцевого самоврядування в Великоолександрівському районі Херсонської області. Адміністративний центр — село Давидів Брід.

## Загальні відомості
- Територія ради: 2,554 км²
- Населення ради: 1 430 осіб (станом на 2001 рік)
- Територією ради протікає річка Інгулець

## Населені пункти
Сільській раді були підпорядковані населені пункти:
- с. Давидів Брід
- с. Білогірка
- с. Запоріжжя

## Склад ради
Рада складалася з 16 депутатів та голови.
- Голова ради: Доній Віктор Васильович
- Секретар ради: Гниловщенко Наталія Володимирівна

### Керівний склад попередніх скликань
| Прізвище, ім'я, по батькові | Основні відомості | Дата обрання | Дата звільнення |
| --------------------------- | --- | ------------ | --------------- |
| Доній Віктор Васильович     | Сільський голова, 1957 року народження, освіта вища, член Партії регіонів                                                     | 26.03.2006   | 31.10.2010      |
| Доній Віктор Васильович     | Сільський голова, 1956 року народження, освіта вища, член Партії регіонів                                                     | 31.10.2010   |                 |
|                             | Окремі положення цієї статті сумнівні. Будь ласка, ознайомтеся з відповідним обговоренням та за можливості виправте недоліки. |              |                 |

Примітка: таблиця складена за даними сайту Верховної Ради України

### Депутати
За результатами місцевих виборів 2010 року депутатами ради стали:

#### За суб'єктами висування
| Суб'єкт висування                 | Кількість обраних депутатів | %    |
| --------------------------------- | --------------------------- | ---- |
| Партія регіонів                   | 10                          | 62,5 |
| Самовисування                     | 4                           | 25   |
| Комуністична партія України       | 1                           | 6,3  |
| Політична партія «Сильна Україна» | 1                           | 6,3  |

#### За округами
| № округу                          | Прізвище, ім'я, по батькові       | Дата визнання обраним | Освіта             | Партійна приналежність                        | Відомості про обраного депутата                                  |
| --------------------------------- | --------------------------------- | --------------------- | ------------------ | --------------------------------------------- | ---------------------------------------------------------------- |
| Комуністична партія України       |                                   |                       |                    |                                               |                                                                  |
| 3                                 | Зварич Віктор Віктрович           | 01.11.2010            | середня            | член Комуністичної партії України             | тимчасово не працює                                              |
| Партія регіонів                   |                                   |                       |                    |                                               |                                                                  |
| 1                                 | Павлишина Валентина Іванівна      | 01.11.2010            | вища               | член Партії регіонів                          | пенсіонер                                                        |
| 2                                 | Щербина Наталія Григорівна        | 01.11.2010            | середня            | член Партії регіонів                          | Давидовобрідський фельдшерсько-акушерський пункт, молодша сестра |
| 4                                 | Волошина Наталія Миколаївна       | 01.11.2010            | середня спеціальна | позапартійна                                  | тимчасово не працює                                              |
| 5                                 | Зубкова Тетяна Михайлівна         | 01.11.2010            | вища               | позапартійна                                  | Давидовобрідська загальноосвітня школа I-III ст., вчитель        |
| 6                                 | Рискаленко Світлана Павлівна      | 01.11.2010            | середня            | позапартійна                                  | Амбулаторія, молодша медсестра                                   |
| 8                                 | Ковалишина Тетяна Анатоліївна     | 01.11.2010            | вища               | позапартійна                                  | Давидовобрідська загальноосвітня школа I-III ст., вчитель        |
| 9                                 | Костенко Тетяна Анатоліївна       | 01.11.2010            | вища               | член Партії регіонів                          | Давидовобрідська загальноосвітня школа I-III ст., вчитель        |
| 12                                | Плечій Ніна Вікторівна            | 01.11.2010            | вища               | член Партії регіонів                          | Давидовобрідська загальноосвітня школа I-III ст., вчитель        |
| 14                                | Гниловщенко Наталія Володимирівна | 01.11.2010            | середня            | член Партії регіонів                          | пенсіонер                                                        |
| 15                                | Паляничка Надія Олексіївна        | 01.11.2010            | вища               | член Партії регіонів                          |                                                                  |
| Політична партія «Сильна Україна» |                                   |                       |                    |                                               |                                                                  |
| 11                                | Рижньова Валентина Валентинівна   | 01.11.2010            | середня спеціальна | позапартійна                                  | ССТ"Обрій-КІ", буфет чик                                         |
| Самовисування                     |                                   |                       |                    |                                               |                                                                  |
| 7                                 | Гречка Антоніна Іванівна          | 15.11.2010            | середня            | позапартійна                                  | пенсіонер                                                        |
| 10                                | Азрамішин Андрій Федорович        | 01.11.2010            | середня            | член Всеукраїнського об'єднання «Батьківщина» | приватний підприємець                                            |
| 13                                | Пашнюк Ганна Іванівна             | 01.11.2010            | середня спеціальна | позапартійна                                  | приватний підприємець                                            |
| 16                                | Ніколенко Іван Віталійович        | 01.11.2010            | середня            | позапартійний                                 | тимчасово не працює                                              |